# Yaneth Pérez
Albina Pérez Huancachoque (Combapata, Cusco, 5 de febrero de 1987 - Independencia, Huaraz, 25 de mayo de 2024), conocida como Yaneth Pérez, fue una cantante peruana, de música andina y folclore. Gozó de popularidad entre 2023 y 2024.

## Biografía

### Primeros años
Albina Pérez Huancachoque nació el 5 de febrero de 1987 en el Distrito de Combapata del Departamento del Cusco, proveniente de una familia de recursos económicos bajos. Yaneth Pérez comenzó a cantar a la edad de seis años, Mediante su esfuerzo pudo abrirse en el mundo artístico interpretando huainos.

### Fallecimiento
El último 25 de mayo de 2024 en un accidente de tránsito, el vehículo en el que viajaba la cantante invadió el carril contrario, El vehículo en el que viajaba Yaneth Pérez chocó frontalmente contra una combi en el centro poblado de Chavín, distrito de Independencia.

## Discografía

### Álbum musical
- 2022: Yaneth Pérez Concierto 2022
- 2024: Historia Musical

### Canciones en solitario
- Cinco flores
- Limosna de amor
- Quechua huaracinita
- Planta de maguey
- Explicaciones
- A las orillas
- Mi vida privada, Celosa, La vida es una sola[6]
- En las cantinas
- Qué pensarás
- Prefiero estar sola
- Por tus celos
- Ya sé que te casastes
- Hay amorcito cuánto te extraño
- Huaylas machista
- Falsos cariños
- Te seguiré queriendo
- Como el viento
- No pensé volver amar